# Martinez (Georgia)
Martinez is een plaats (census-designated place) in de Amerikaanse staat Georgia, en valt bestuurlijk gezien onder Columbia County.

## Demografie
Bij de volkstelling in 2000 werd het aantal inwoners vastgesteld op 27.749.

## Geografie
Volgens het United States Census Bureau beslaat de plaats een oppervlakte van
32,9 km², waarvan 32,6 km² land en 0,3 km² water. Martinez ligt op ongeveer 114 m boven zeeniveau.

## Plaatsen in de nabije omgeving
De onderstaande figuur toont nabijgelegen plaatsen in een straal van 20 km rond Martinez.